# Інтеркорс (Пенсільванія)
Інтеркорс (англ. Intercourse) — переписна місцевість (CDP) в США, в окрузі Ланкастер штату Пенсільванія. Населення — 1494 особи (2020).

## Географія
Інтеркорс розташований за координатами 40°2′7″ пн. ш. 76°6′45″ зх. д. / 40.03528° пн. ш. 76.11250° зх. д. (40.035156, -76.112390).  За даними Бюро перепису населення США в 2010 році переписна місцевість мала площу 5,46 км², з яких 5,46 км² — суходіл та 0,00 км² — водойми.

## Демографія
Згідно з переписом 2010 року, у переписній місцевості мешкали 1274 особи в 462 домогосподарствах у складі 345 родин. Густота населення становила 233 особи/км².  Було 494 помешкання (90/км²).
Расовий склад населення:
| - 97,7 % — білих - 1,2 % — азіатів - 0,4 % — чорних або афроамериканців - 0,2 % — вихідців з тихоокеанських островів |

До двох чи більше рас належало 0,2 %. Частка іспаномовних становила 1,6 % від усіх жителів.
За віковим діапазоном населення розподілялося таким чином: 26,8 % — особи молодші 18 років, 52,6 % — особи у віці 18—64 років, 20,6 % — особи у віці 65 років та старші. Медіана віку мешканця становила 40,6 року. На 100 осіб жіночої статі у переписній місцевості припадало 91,9 чоловіків;  на 100 жінок у віці від 18 років та старших — 96,6 чоловіків також старших 18 років.
Середній дохід на одне домашнє господарство  становив 79 116 доларів США (медіана — 50 962), а середній дохід на одну сім'ю — 96 917 доларів (медіана — 57 656). За межею бідності перебувало 9,6 % осіб, у тому числі 13,0 % дітей у віці до 18 років та 0,0 % осіб у віці 65 років та старших.
Цивільне працевлаштоване населення становило 705 осіб. Основні галузі зайнятості: виробництво — 19,6 %, мистецтво, розваги та відпочинок — 18,6 %, науковці, спеціалісти, менеджери — 13,3 %, роздрібна торгівля — 10,9 %.